# كوري غرينوود
كوري غرينوود هو لاعب كرة القدم الكندية كندي، ولد في 5 يونيو 1985 في كينغستون في كندا.

## وصلات خارجية
- كوري غرينوود على موقع مرجع كرة القدم المحترفة.كوم (الإنجليزية)